# Burkanizam
Burkanizam ili Ak Jang (Altaj: Ak jang) je novi religiozni pokret koji je procvetao među starosedelačkim stanovništvom ruskog regiona Gorno Altajsk između 1904. i 1930-ih. Carska Rusija bila je sumnjičava da pokret ima potencijal da podstakne prirodne nemire i možda uključi i spoljašnje sile. Sovjetska vlast ju je na kraju potisnula iz straha od svog potencijala da ujedini sibirsko turske narode pod zajedničkim nacionalizmom.
Prvobitno milenarijsko, harizmatično i anti-šamansko, burkansko kretanje je postepeno izgubilo većinu tih kvaliteta - postalo je sve više rutinsko, institucionalizovano (oko hijerarhije usmenih epskih pevača), i prilagodilo se već postojećoj altejskoj narodnoj religiji.
Sve u svemu, burkansko kretanje se pokazalo kao sinkretistički fenomen koji kombinuje elemente drevnih pred-šamanističkih, šamanističkih, lamaističkih i pravoslavnih verovanja. Prema rečima profesora Tomskog državnog univerziteta L. Šerstove, on se pojavio kao odgovor na potrebe novog naroda - Altai-kizhija ili Altejaca koji su nastojali da se razlikuju od susednih i srodnih plemena i za koje je Burkanizam postao religiozni oblik njihovog etničkog identiteta.

## Poreklo imena
Burkanizam je uobičajeno naučno ime na engleskom jeziku, koje ima svoje poreklo u ruskoj akademskoj upotrebi. Jedno od burkanskih božanstava je Ak-Burkan, ili "Beli Burkan". Burkan na mongolskim jezicima znači "bog" ili "buda", ali se Burkanizam ne smatra budističkim, jer se taj izraz koristi i u šamanističkoj nomenklaturi. Na primer, u mongolskom šamanizmu, ime najsvetije planine, rodnog mesta o kome se pričalo i poslednje mesto za odmor Džingis Kana, takođe je Burkan Kaldun. Ak-Burkan je samo jedan od panteona božanstava koje obožavaju burkanisti (vidi listu ispod), ali Ak-Burkan ipak navodi ime religije na ruskom, a odatle i u drugim jezicima.
Altajansko ime za religiju je Ak Jang ("Bela vera"). "Bela" se odnosi na njen naglasak na gornji svet (u kosmologiji triju turačkih i mongolskih tengrizama). Alternativno, ime takođe može aludirati na Ak Jangovo odbacivanje žrtvovanja životinja u korist dobijanja konjskog mleka ili konjsko-mlečnog alkohola. "Jang" znači autoritet; vera; običaj; zakon ili princip; i kanon ili pravila ansambla. U više kolokvijalnim postavkama, termin se može koristiti i kao "način rada" i koristi se u odnosu na religije, kao i političke sisteme. 

## Rana istorija
U aprilu 1904. godine Čet Čelpan (ili Čot Čelpanov) i njegova usvojena ćerka Čugul Sarok Čandik prijavili su vizije jahača obučenog u belo i jahanje na belom konju. Ova figura, koju su nazvali Ak-Burkhan ("Beli Burkhan"), najavila je skori dolazak mitskog mesijanskog heroja Oirata Kana koji je zapravo bio istorijska ličnost - Khoit- Oiratski princ Amursana. 
Centralna figura u istraživanju Burkanizma u poslednjih četrdeset godina, medjutim, pokazala je da je Oirot-Kan mitologizovana slika Džungarove prošlosti naroda Altai-kiza.  Čet i Čugul okupili su hiljade Altaijanaca za verske sastanke, u početku u Tereng Dolini. Isti su bili nasilno potisnuti od strane bande rusa podstaknuti od strane Altalijanske spiritualne misije, koji su bili uplašeni od potencijala konkurentne religije da smanji broj pravoslavnih hrišćana u Altaji. Čet i Čugul su uhapšeni, Čugul je pušten a posle dužeg suđenja Čet je potpuno oslobođen optužbe od strane suda i pušten na slobodu 1906. 
Istražitelj Andrej A. Znamenski (pogledati artikal dole) poredi Burkanistički pokret sa drugim domorodačkim revitalizirajućim pokretima širom sveta, kao što je Latinsko-američki ples duhova, ili Melanezijski Kargo Kult. U Šerstonivoj desertaciji iz 1980-tih godina obezbeđena je izuzetno detaljna obrada poređenja i uporedivosti burkanizma sa melanezijskim teretnim kultom, menonitima, dukhoborima Gruzije, Nižejskog Novogroda i mnogim drugim pokretima. 
Znamenski kaže da je glavni motivacioni faktor bio strah od raseljavanja od strane ruskih kolonista. rusizacije, podvrgavanju oporezivanju i regrutaciji na istoj osnovi kao i ruski seljaci. 
Andrej Vinogradov (teza vezana ispod) vidi Burkanizam kao tipičan nomadski tursko-mongolski model mobilizacije koji ima za cilj da poveže porodice i klanove (seok) u stepsko carstvo (koje se u ovom slučaju nikada nije ostvarilo). Burkanističko poštovanje heroja od usmenih epova, kaže on, služi mnogo istoj kulturološko centralizirajućoj funkciji kao i poštovanje drugih božanskih heroja, kao što su Gesar, Manas ili Džingis Kan. Kao takav, on predstavlja glavni aspekt tursko mongolske religije, različit od šamanizma.
Nakon hapšenja Četa i Čugula, Tirij Akemci, je postao najistaknutiji iarlikči i pomogao je organizovati pokret. Budući da je bio izložen Budizmu kroz godine kao prevodilac u Mongoliji, Tirij je dodao niz budističkih ukrasa burkanističkom ritualu, kao što su zvona. U roku od jedne decenije, većina altijanskog stanovništva pridružila se novoj veri. Godine 1918. Gregori Čoros Gurkin i drugi Altaijanski lideri proglasili su formiranje nečega što se zove "Regionalni komitet Karakorum" (Karakorumkaia Okruhznaia Uprava), sa ciljem da se uspostavi Republika Orijat. To je trebalo da obuhvati ne samo Altaje, već i susedne republike Tuvu i Hakasiju Bilo je prisilno raspušten dolaskom boljševičke moći 1921. godine.

## Božanstva
Oirat - glasnik belog Burkana od Nikolasa Reriha.
Burkanizam prihvata "tri sveta" mongolske i turske tradicije. (Ovo su gornji, srednji i niži svetovi - drugim rečima raj, zemlja i podzemni svet). Međutim, on odbacuje obožavanje tradicionalnih božanstava vezanih za podzemni svet. Osim toga, u bogoslužje uvozi mnoge ličnosti iz altejske usmene epske predaje, koje nisu obožavane u "šamanskom" delu Altaijanske kulture.
Uch Kurbustan - "Uch" znači "tri", dok "Kurbustan" dolazi iz sogdijskog "Khormazta" (i odatle iz Avestana "Ahura Mazda"). Dakle, trojedin Bog. Uch Kurbustan je, iako uvezen iz oralnih epova, generalizovani duh, a ne heroj priča sa osobnošću. On može biti analogan Turko-Mongolskom Visokom Bogu Tengriju ("Nebo").
Umesto uvoza iz budizma, hrišćanstva ili turskog islama, ovo posebno trojstvo je verovatno inspirisano drugim trojednim bogovima i herojima iz turske kulture (ponekad u obliku boga sa tri sina). Uch Kurbustan je povezan sa sljedeća tri mesijanska heroja, također iz altajanske usmene epske predaje:
Oirat ili Galden-Oirat - mitološki predak zapadnih Mongola. Konfliktno / mutno istorijsko sećanje na brojne vođe zapadnog mongolskog stvarnog života iz sedamnaestog veka, uključujući i Galdana Cerena.
Amursana - legendarni Khoit-Oirat poglavica koji je pobegao iz kineske teritorije za Rusiju nakon što je Qing uništio Džungariju 1756. godine.
Shunu ("vuk") - altejska verzija Asene, totemskog pretka lupine koju prepoznaju različiti turski narodi.
Bogovi gornjeg svijeta, ili aru tos ("čisti preci"), smatraju se fragmentima ili eminacijama Uch Kurbustana. Burkhanizam ih zove Burkhans. Među njima su:
Ak-Burkhan ("Beli Burkhan") - prikazan je kao starac sa belom kosom, belim ogrtačem i belim pokrivanjem za glavu, koji vozi belog konja. Možda analogan mongolskom "belom starcu", Tsaganu Ebugenu. sreća.
Jajik - bezobzirni duh-posrednik, pomaže u ljudsko-božanskoj komunikaciji. Vinogradov se poredi sa Svetim Duhom. Altajci su razlikovali Ak-Jajik ("Bijeli Jajik") koji je prenosio poruke bogovima gornjeg svijeta, i Sari-Jajik ("Žuti Jajik") koji je učinio isto za bogove srednjeg svijeta, i poistovjećuje se sa the hearth.
Umai - boginja porođaja i dece. Druga turska predaja - ali ne i Altejkinja - čini je suprugom Visokog Boga Tengrija, a time i prvobitnom majčinskom figurom.
Ot-ene, "Majka vatre" - obožavana prije svake žrtve, ali posebno za vrijeme jednog od tri velika burkanistička festivala
Bogovi "srednjeg sveta" - tj. poznate sfere prirode i ljudskih poslova - uključuju brojne lokalne duhove, kao što su duhovi povezani sa planinama (taika-eezi) ili springs (arzhans), ili "gospodari igre". Takođe se mogu povezati sa određenim klanovima (seok). Općenitije uključuju:
Altai-eezi, "Majstor Altaja" - neka vrsta genija loci, prikladno prilagođen za nacionalnu svest Altaja.
Ul'gan - duhovni predak nekoliko altaanskih klanova. Prvobitno ime, sada generalizovano. Neki izvori opisuju Ul'gana kao tvorca univerzuma u burkanskoj teologiji; ovo je verovatno nesporazum.
Istorijski, burkanizam je odbacio tradicionalne bogove podzemlja, naročito Erlik (Yerlik), njegovog šefa. Ovo odbacivanje je usko povezano sa burkanističkim odbacivanjem altajskog šamanizma, i podudarajućim porastom usmenih epskih pevača ("yarlikchi"). (Pod "šamanom" se ovde podrazumevaju manjactu kams, drugim rečima "specijalisti u kostimima" koji komuniciraju sa bogovima podzemlja). Oba odbacivanja su verovatno bila inspirisana usmenim epskim predanjem, koje po pravilu predstavlja šamane kao zlikovce.

## Rituali
- Goruća smreka (archyn) za prizivanje božje milosti, pročišćavanje, ili isceljenje
- Dom ili oltari na vrhu brda (kure ili murgul), sa svećama i mlečnim darovima
- Postavljanje spomenika (oboo)
- Recitovanje / sastavljanje / zaštita epova
- Proricanje i kontrola vremena
- Višenje belih i žutih vrpci ili traka ( sa drveća ili kanapa, ili sa zadnje strane nečijeg šešira )
- Molitva stojeći, sa podignutim rukama; ili sa postupkom leganja ispruženog tela na zemlju
- Proslava festivala:
  - Shyten ili Murgul - polugodišnji ( prolećni i jesenji) festival posvećen Uch Kurbustan - y
  - Chok ili Jajyk Choktor - jesenji festival posvećen jajyks
  - Ot Takyr - posvećen Ot-Ene - y

Neki izvori govore o listi "Dvadeset zapovesti" burkanizma. Alkohol i duvan su bili zabranjeni u ranim godinama života.
Chugul je poštovan kao glavni primalac originalne poruke. Ovo je mnogo manje važilo za Chet - a, iako su obojica bila odlikovana počasnim titulama.

## Značajni burkanisti
Grigorii Choros-Gurkin, sovjetski slikar pejzaža i vođa Izvršnog odbora Karakoruma.

## Burkanizam danas
Ruski slikar Nicholas Roerich i njegova supruga Helena Roerich su proputovali Altaj 1926. godine. Nicholas je naslikao ' ' Orjat - Glasnik Belog Burkama na osnovu njegovog razumevanja ovog pokreta.
Imajte na umu da je naslov slike očigledno pogrešno odredio teologiju - to je pre bio Beli Burkan koji je bio glasnik Orjata. Sledbenici Agni Yoga, teško razumljivog pokreta osnovanog od strane bračnog para Roerich, su podstakli skorašnje oživljavanje interesovanja za burkanizam među nealtajcima. U isto vreme, oni su insistirali na vezi sa [ [ tibetanskim budizmom] ] i poštovanjem Beluha planine, elementima koji nisu pronađeni u tradicionalnom burkanizmu.
Broj organizacija burkanističkog oživljavanja se povećao tokom devedesetih godina dvadesetog veka, uglavnom kao pokušaji da se formuliše ili sačuva altajski etno-nacionalni identitet. U tom cilju, mnogi od njih su bili nagovoreni da ponovo razmotre ranije sporne veze burkanizma sa šamanizmom i/ili budizmom. Sledi lista pokreta, sa imenom osnivača, odnosno glavnog pobornika u zagradi. Za više informacija, vidi članak Agniezka Halemba (linkovan ispod).
- Ak Jang (Altaichy Sanashkin)
- Ak Sanaa (Dzhana Alekseeva)
- Teneri (Nina Antonova i Danil Mamyev)
- Ak Suus (Nikolai Shodoev)
- Ak Jang (Sergei Kysnev)
- Agary Jan (nema vođe)

## Izvori na engleskom jeziku
- Andrei Znamenski, "Power of Myth"
- David Johnson, "What Was and Is Burkhanism?"
- Andrei Vinogradov, "Ak Jang in the Context of Altai Religious Tradition"
- Agniezka Halemba, "Contemporary Religious Life in the Republic of Altai"
- Nikolai Shadoev, "Altai Biliks about the sky and Burkhans"

## Izvori na ruskom jeziku
- Izvor na ruskom jeziku dostupan besplatno od izdavača (preveden je na engleski jezik 2016. godine) - Lyudmila Sherstova, Burhanism: istoki religii i etnosa [Burkhanism: sources of religion and nation&#93.  (reprodukcija disertacije Šerstove iz 1986. godine, koja je bila rezultat autorkinih etnografskih ekspedicija po Altaju u periodu od 1976. do 1985. godine).
- Sherstova, Lyudmila. Taina doliny Tereng [The secret of the Tereng Valley]. Gorno-Altaisk, 1997 https://lccn.loc.gov/98189212%5B%5D